# Чикманский сельсовет
Чикманский сельсовет — сельское поселение в Чулымском районе Новосибирской области Российской Федерации.
Административный центр — село Чикман.

## История
Статус и границы сельского поселения установлены Законом Новосибирской области от 2 июня 2004 года № 200-ОЗ «О статусе и границах муниципальных образований Новосибирской области»

## Население
| 2002 | 2010 | 2012 | 2013 | 2014 | 2015 | 2016 |
| ---- | ---- | ---- | ---- | ---- | ---- | ---- |
| 862  | ↘643 | ↘623 | ↘605 | ↘590 | ↘565 | ↘541 |
| 2017 | 2018 | 2019 | 2020 | 2021 |      |      |
| ↘522 | ↘506 | ↘489 | ↘475 | ↘465 |      |      |

## Состав сельского поселения
| № | Населённый пункт | Тип населённого пункта       | Население |
| - | ---------------- | ---------------------------- | --------- |
| 1 | Боготольский     | посёлок                      | ↘9        |
| 2 | Снежинский       | посёлок                      | ↘24       |
| 3 | Чикман           | село, административный центр | ↘610      |